# Suuri-Musta (ö i Kymmenedalen)
Suuri-Musta med Suursaari i söder är en ö i Finland. Den ligger i Finska viken och i kommunen Fredrikshamn i den ekonomiska regionen  Kotka-Fredrikshamn i landskapet Kymmenedalen, i den södra delen av landet. Ön ligger omkring 13 kilometer öster om Kotka och omkring 130 kilometer öster om Helsingfors.
Öns area är 1,61 kvadratkilometer och dess största längd är 2,7 kilometer i sydöst-nordvästlig riktning. Ön höjer sig omkring 30 meter över havsytan.

## Klimat
Inlandsklimat råder i trakten. Årsmedeltemperaturen i trakten är 5 °C. Den varmaste månaden är augusti, då medeltemperaturen är 16 °C, och den kallaste är januari, med −6 °C.